# Bernard Saint-Hillier
Bernard Saint-Hillier est un militaire français né le 29 décembre 1911 à Dole (Jura) et décédé le 28 juillet 2004 à Paris. Il a donné son nom à la 202e promotion de l'École Spéciale Militaire de Saint-Cyr.

## Biographie
Fils de colonel d’infanterie, Bernard Saint-Hillier est né le 29 décembre 1911 à Dole dans le Jura.
Après des études secondaires au Prytanée national militaire de la Flèche puis au Lycée Michelet à Paris, il entre à Saint-Cyr en 1931. Diplômé  en 1933, il est affecté au 11e bataillon de chasseurs alpins où il commande la section d'éclaireurs-skieurs.
En 1938 il rejoint en tant que lieutenant la légion étrangère et la 13e Demi-brigade de Légion étrangère, où il devient capitaine en août 1940. Il participe à l'expédition de Narvik au cours de laquelle il est blessé par un éclat de bombe.
Après l'armistice, il s'engage dans les Forces françaises libres en empruntant le nom d'un Dolois célèbre : Jean de Vienne. Il participe à toutes les campagnes de la 13e DBLE et notamment à la défense de Bir-Hakeim en 1942.
En 1943, il est promu commandant. Nommé chef d’État-major de la 1re Division française libre sous les ordres du général Diego Brosset en septembre 1943, il débarque en Italie en avril 1944, puis en France, à Cavalaire, le 16 août 1944. Il est promu lieutenant-colonel le 5 décembre 1944.
Le 25 mars 1945, il prend le commandement de la 13e Demi-Brigade de Légion étrangère. En 1946, il est affecté en métropole et passe deux ans à l'état-major des forces armées. En 1951, il est colonel et commande le 18e régiment de parachutistes jusqu'en 1954, date de son départ en Indochine où il commande le Groupement aéroporté no 1. Après son séjour en Extrême-Orient, il est auditeur de l'Institut des hautes études de la défense nationale (IHEDN).
En 1958, il est chef d'état-major à Constantine. En 1959, promu général de brigade, il est chef de cabinet militaire du Ministère de la Défense.
Il commande la 10e Division parachutiste de 1960 à 1961. En 1962, il est représentant militaire français auprès du commandement allié en Europe.
Il est promu général de division en 1965 et nommé inspecteur des personnels de réserve de l'Armée de terre. En 1968, il est général de corps d'armée et commande la IIIe région militaire de Rennes et membre du Conseil supérieur de la Guerre.
Il fait valoir ses droits à la retraite en 1971. Bernard Saint-Hillier est décédé le 28 juillet 2004 à Paris. Il est inhumé au cimetière de Vanves dans les Hauts-de-Seine.
Jean-Christophe Notin lui a consacré un livre en septembre 2009 : Le général Saint-Hillier, de Bir-Hakeim au putsch d'Alger (éditions Perrin,  (ISBN 2-262-02791-9)).
La Promotion 2015-2018 de l'École Spéciale Militaire de Saint-Cyr l'a choisi comme parrain de promotion lors du baptême le 23 juillet 2016 à Coëtquidan.

## Distinctions
|  |  |  |
|  |  |  |
|  |  |  |
|  |  |  |

- Grand-Croix de la Légion d'honneur
- Compagnon de la Libération (décret du 27 mai 1943)
- Croix de guerre 1939-1945 (9 citations)
- Croix de la Valeur militaire (2 citations)
- Médaille de la Résistance
- Médaille coloniale avec agrafes Érythrée, Libye, Bir Hakeim, Tunisie
- Médaille de l'Aéronautique
- Distinguished Service Order (Royaume-Uni)
- Croix de Guerre Norvégienne
- Grand Officier de l'Étoile d'Anjouan
- Commandeur du Nichan Iftikhar
- Croix de Guerre du Brésil

## Publications
- Bir-Hakeim 1942, Sur les traces de la première légion romaine « Prima nomine et virtute », ECPA, 1992
- Les premiers soldats du général De Gaulle, Les origines de la 1re DFL (préface de Pierre Messmer). éditions La Bruyère, Paris, 2000
- Les Soutiers de la Gloire, éditions Le Publieur, Paris, 2004